# Martyna Galant
Martyna Galant (* 26. Januar 1995 in Witkowo) ist eine polnische Leichtathletin, die sich auf den Mittelstreckenlauf fokussiert hat.

## Sportliche Laufbahn
Erste internationale Erfahrungen sammelte Martyna Galant bei den IAAF World Relays 2017 auf den Bahamas, bei denen die als Teil der 4-mal-800-Meter-Staffel in 8:24,71 min auf den vierten Platz gelangte. Anschließend gewann sie bei den U23-Europameisterschaften in Bydgoszcz in 4:17,91 min die Bronzemedaille im 1500-Meter-Lauf hinter der Deutschen Konstanze Klosterhalfen und ihrer Landsfrau Sofia Ennaoui. Im August nahm sie an den Studentenweltspielen in Taipeh teil und belegte dort mit 4:20,90 min im Finale den vierten Platz. 2021 startete sie bei den Halleneuropameisterschaften in Toruń und verpasste dort mit 4:12,08 min den Einzug ins Finale. Über die Weltrangliste qualifizierte sie sich zudem für die Olympischen Spiele in Tokio und gelangte dort bis ins Halbfinale, in dem sie mit 4:06,01 min. 2023 wurde sie bei der 2. Liga der Team-Europameisterschaft im Rahmen der Europaspiele in Chorzów in 4:11,78 min Zweite über 1500 Meter und im Jahr darauf schied sie bei den Hallenweltmeisterschaften in Glasgow mit 4:15,57 min im Vorlauf aus. Auch bei den Europameisterschaften im Juni in Rom verpasste sie mit 4:15,31 min den Finaleinzug. Im Dezember belegte sie bei den Crosslauf-Europameisterschaften in Antalya in 18:32 min den sechsten Platz in der Mixed-Staffel.
2017 wurde Galant polnische Hallenmeisterin im 800-Meter-Lauf und 2021, 2023 und 2024 wurde sie Hallenmeisterin über 1500 Meter sowie 2023 auch über 3000 Meter.

## Persönliche Bestleistungen
- 800 Meter: 2:01,45 min, 16. Juni 2024 in Sopot
  - 800 Meter (Halle): 2:03,47 min, 10. Februar 2017 in Toruń
- 1000 Meter: 2:37,08 min, 5. September 2021 in Chorzów
- 1500 Meter: 4:04,11 min, 27. Juni 2023 in Ostrava
  - 1500 Meter (Halle): 4:05,67 min, 6. Februar 2024 in Toruń
- Meile: 4:43,68 min, 16. August 2020 in Leverkusen
  - 3000 Meter (Halle): 8:43,08 min, 25. Februar 2023 in Birmingham